# 63
Il 63 (LXIII in numeri romani) è un anno  del I secolo.

## Eventi

### Impero romano
- Vespasiano (futuro imperatore dal 69 al 79) diventa governatore dell'Africa.
- Dopo la disfatta di Rhandeia, Gneo Domizio Corbulone viene ripristinato al comando delle truppe romane in Oriente e invade l'Armenia sconfiggendo Tiridate I, il quale è costretto ad accettare la sovranità romana. L'impero partico decide di ritirarsi.
- Pompei viene duramente colpita da un fortissimo terremoto. Per la paura del vulcano Vesuvio, una buona parte dei 20 000 abitanti abbandonano la città.

### Religioni
- Giuseppe di Arimatea si reca a Glastonbury per la prima missione cristiana in Britannia.

### Arti e scienze
- Aulo Cornelio Celso scrive il De artibus, un'enciclopedia sulle arti e le scienze.

## Nati
- 21 gennaio - Claudia Augusta, nobile († 63)
- Vitellio Germanico, politico romano († 69)
- Giulia, nobildonna romana († 90)

## Morti
- Claudia Augusta, nobile (n. 63)
- Arrecina Tertulla, romana

## Calendario
| Calendario 63 | Calendario 63 | Calendario 63 | Calendario 63 | Calendario 63 | Calendario 63 | Calendario 63 | Calendario 63 | Calendario 63 | Calendario 63 | Calendario 63 | Calendario 63 | Calendario 63 | Calendario 63 | Calendario 63 | Calendario 63 | Calendario 63 | Calendario 63 | Calendario 63 | Calendario 63 | Calendario 63 | Calendario 63 | Calendario 63 | Calendario 63 | Calendario 63 | Calendario 63 | Calendario 63 | Calendario 63 | Calendario 63 | Calendario 63 | Calendario 63 | Calendario 63 | Calendario 63 |
| ------------- | ------------- | ------------- | ------------- | ------------- | ------------- | ------------- | ------------- | ------------- | ------------- | ------------- | ------------- | ------------- | ------------- | ------------- | ------------- | ------------- | ------------- | ------------- | ------------- | ------------- | ------------- | ------------- | ------------- | ------------- | ------------- | ------------- | ------------- | ------------- | ------------- | ------------- | ------------- | ------------- |
|               | 1             | 2             | 3             | 4             | 5             | 6             | 7             | 8             | 9             | 10            | 11            | 12            | 13            | 14            | 15            | 16            | 17            | 18            | 19            | 20            | 21            | 22            | 23            | 24            | 25            | 26            | 27            | 28            | 29            | 30            | 31            |               |
| Gennaio       | Sa            | Do            | Lu            | Ma            | Me            | Gi            | Ve            | Sa            | Do            | Lu            | Ma            | Me            | Gi            | Ve            | Sa            | Do            | Lu            | Ma            | Me            | Gi            | Ve            | Sa            | Do            | Lu            | Ma            | Me            | Gi            | Ve            | Sa            | Do            | Lu            |               |
| Febbraio      | Ma            | Me            | Gi            | Ve            | Sa            | Do            | Lu            | Ma            | Me            | Gi            | Ve            | Sa            | Do            | Lu            | Ma            | Me            | Gi            | Ve            | Sa            | Do            | Lu            | Ma            | Me            | Gi            | Ve            | Sa            | Do            | Lu            |               |               |               |               |
| Marzo         | Ma            | Me            | Gi            | Ve            | Sa            | Do            | Lu            | Ma            | Me            | Gi            | Ve            | Sa            | Do            | Lu            | Ma            | Me            | Gi            | Ve            | Sa            | Do            | Lu            | Ma            | Me            | Gi            | Ve            | Sa            | Do            | Lu            | Ma            | Me            | Gi            |               |
| Aprile        | Ve            | Sa            | Do            | Lu            | Ma            | Me            | Gi            | Ve            | Sa            | Do            | Lu            | Ma            | Me            | Gi            | Ve            | Sa            | Do            | Lu            | Ma            | Me            | Gi            | Ve            | Sa            | Do            | Lu            | Ma            | Me            | Gi            | Ve            | Sa            |               |               |
| Maggio        | Do            | Lu            | Ma            | Me            | Gi            | Ve            | Sa            | Do            | Lu            | Ma            | Me            | Gi            | Ve            | Sa            | Do            | Lu            | Ma            | Me            | Gi            | Ve            | Sa            | Do            | Lu            | Ma            | Me            | Gi            | Ve            | Sa            | Do            | Lu            | Ma            |               |
| Giugno        | Me            | Gi            | Ve            | Sa            | Do            | Lu            | Ma            | Me            | Gi            | Ve            | Sa            | Do            | Lu            | Ma            | Me            | Gi            | Ve            | Sa            | Do            | Lu            | Ma            | Me            | Gi            | Ve            | Sa            | Do            | Lu            | Ma            | Me            | Gi            |               |               |
| Luglio        | Ve            | Sa            | Do            | Lu            | Ma            | Me            | Gi            | Ve            | Sa            | Do            | Lu            | Ma            | Me            | Gi            | Ve            | Sa            | Do            | Lu            | Ma            | Me            | Gi            | Ve            | Sa            | Do            | Lu            | Ma            | Me            | Gi            | Ve            | Sa            | Do            |               |
| Agosto        | Lu            | Ma            | Me            | Gi            | Ve            | Sa            | Do            | Lu            | Ma            | Me            | Gi            | Ve            | Sa            | Do            | Lu            | Ma            | Me            | Gi            | Ve            | Sa            | Do            | Lu            | Ma            | Me            | Gi            | Ve            | Sa            | Do            | Lu            | Ma            | Me            |               |
| Settembre     | Gi            | Ve            | Sa            | Do            | Lu            | Ma            | Me            | Gi            | Ve            | Sa            | Do            | Lu            | Ma            | Me            | Gi            | Ve            | Sa            | Do            | Lu            | Ma            | Me            | Gi            | Ve            | Sa            | Do            | Lu            | Ma            | Me            | Gi            | Ve            |               |               |
| Ottobre       | Sa            | Do            | Lu            | Ma            | Me            | Gi            | Ve            | Sa            | Do            | Lu            | Ma            | Me            | Gi            | Ve            | Sa            | Do            | Lu            | Ma            | Me            | Gi            | Ve            | Sa            | Do            | Lu            | Ma            | Me            | Gi            | Ve            | Sa            | Do            | Lu            |               |
| Novembre      | Ma            | Me            | Gi            | Ve            | Sa            | Do            | Lu            | Ma            | Me            | Gi            | Ve            | Sa            | Do            | Lu            | Ma            | Me            | Gi            | Ve            | Sa            | Do            | Lu            | Ma            | Me            | Gi            | Ve            | Sa            | Do            | Lu            | Ma            | Me            |               |               |
| Dicembre      | Gi            | Ve            | Sa            | Do            | Lu            | Ma            | Me            | Gi            | Ve            | Sa            | Do            | Lu            | Ma            | Me            | Gi            | Ve            | Sa            | Do            | Lu            | Ma            | Me            | Gi            | Ve            | Sa            | Do            | Lu            | Ma            | Me            | Gi            | Ve            | Sa            |               |